# Rylee Alazraqui
Rylee Alazraqui, född 17 maj 2011 i Los Angeles, är en amerikansk skådespelare.
Alazraqui har bland annat medverkat i TV-serierna  Star Trek: Prodigy och Doug kopplar ner.

## Filmografi (i urval)
- 2021–2022 – Doug kopplar ner (TV-serie)
- 2021–2022 – Star Trek: Prodigy (TV-serie)